# 3421 Yangchenning
3421 Yangchenning este un asteroid din centura principală, descoperit pe 26 noiembrie 1975 de Observatorul Zijinshan.